# Lacmellea pauciflora
Lacmellea pauciflora är en oleanderväxtart som först beskrevs av João Geraldo Kuhlmann, och fick sitt nu gällande namn av Markgraf. Lacmellea pauciflora ingår i släktet Lacmellea och familjen oleanderväxter. Inga underarter finns listade i Catalogue of Life.